# Zoraida Díaz
Zoraida Díaz Chamize, más conocida como Zoraida Díaz de Schtronn fue una poeta y educadora panameña nacida en la ciudad de Las Tablas (Panamá) en marzo de 1880 y fallecida en la ciudad de Panamá el 14 de junio de 1948.

## Biografía
Nacida en el entonces Departamento de Panamá, fue hija de don Francisco Díaz Medina y de doña Carolina Chamize de Díaz. Realizó sus estudios primarios en el centro escolar de su ciudad natal y secundaria en la Escuela Normal de Institutoras de la ciudad capital, en aquellos tiempos dirigida por las hermanas Matilde y Rosa Rubiano.
Inició su carrera de maestra en Las Tablas y desde el primer momento demostró gran sensibilidad social al crear un curso nocturno para analfabetos. Esa iniciativa, a solicitud de poderosos caciques y gamonales que veían en su labor docente amenazas a su autoridad, le costó el cargo en el periodo inmediato a su boda con Don Eleazar Escobar Restrepo, maestro colombiano y entonces alcalde del pueblo que fallece en la Guerra de los Mil Días (1899)
Volvió al magisterio y se la nombra directora de la Escuela de Chitré. Allí escribió la mayor parte de los versos que publicó. Regentó la Escuela de Las Tablas por varios años. Luego se le trasladó como maestra a la Escuela de Varones de Ciudad de Panamá.
En 1915 contrajo matrimonio con el comerciante español Don Pedro Ross y, días después, publicó en un periódico local un poema: Primaveras. Su dicha, sin embargo, no duró mucho. Su esposo murió a las pocas semanas.
Trató de rehacer su vida y consiguió empleo en el Archivo Nacional, lugar donde trabajó hasta su jubilación. En 1918 celebró su tercer matrimonio con el ruso Mendel S. Schtronn, con quien estuvo casada hasta su muerte.
En 1921 fue reconocida como la primera mujer panameña que publicara un libro de versos. En 1946 sufrió un derrame cerebral que la dejó casi paralítica y volvió a tener otro derrame en 1947 dejándola casi ciega.

## Obra seleccionada
1. Nieblas del Alma (1921)
2. Cuadros (1937)